# Misano World Circuit Marco Simoncelli
Misano World Circuit Marco Simoncelli, tidigare Circuito Internazionale Santamonica, är en racingbana utanför Misano Adriatico i provinsen Emilia-Romagna på Italiens östkust. På banan arrangeras San Marinos MotoGP.
På Misanobanan arrangerades MotoGP den 2 september 2007, vilket var första gången sedan Wayne Rainey brutit ryggen här 1993.

## MotoGP-segrare
2007
- MotoGP: Casey Stoner, Ducati Corse, Australien
- 250GP: Jorge Lorenzo, Aprilia, Spanien
- 125GP: Mattia Pasini, Aprilia, Italien